# Syndipnus discolor
Syndipnus discolor är en stekelart som först beskrevs av Holmgren 1857.  I den svenska databasen Dyntaxa används istället namnet Synodites discolor. Enligt Catalogue of Life ingår Syndipnus discolor i släktet Syndipnus och familjen brokparasitsteklar, men enligt Dyntaxa är tillhörigheten istället släktet Synodites och familjen brokparasitsteklar. Arten är reproducerande i Sverige. Inga underarter finns listade i Catalogue of Life.